# Francesco Saverio Brunetti

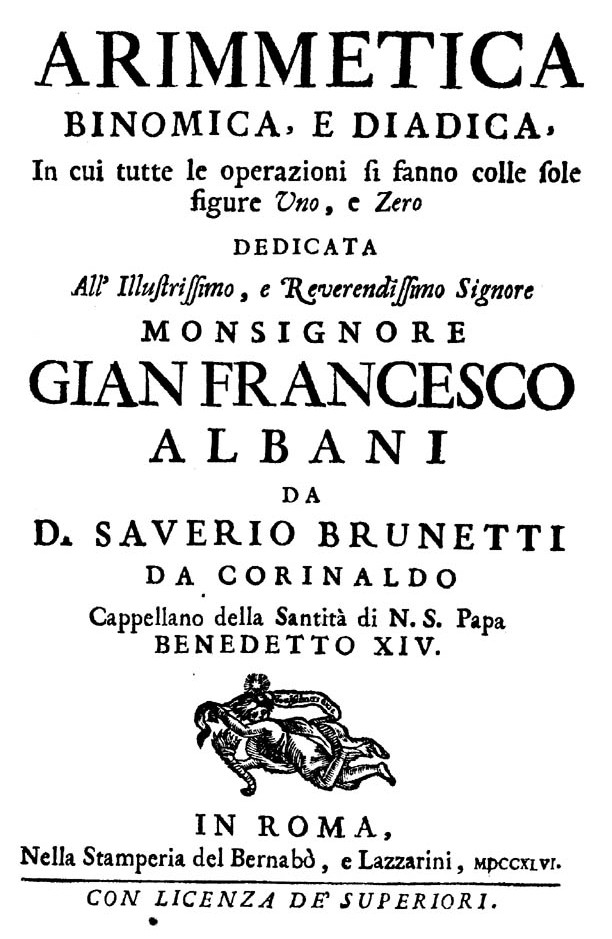
Aritmetica binomica, e diadica, 1746

Francesco Saverio Brunetti (Corinaldo, 11 novembre 1693 – seconda metà del XVIII secolo) è stato un matematico e presbitero italiano.

## Biografia

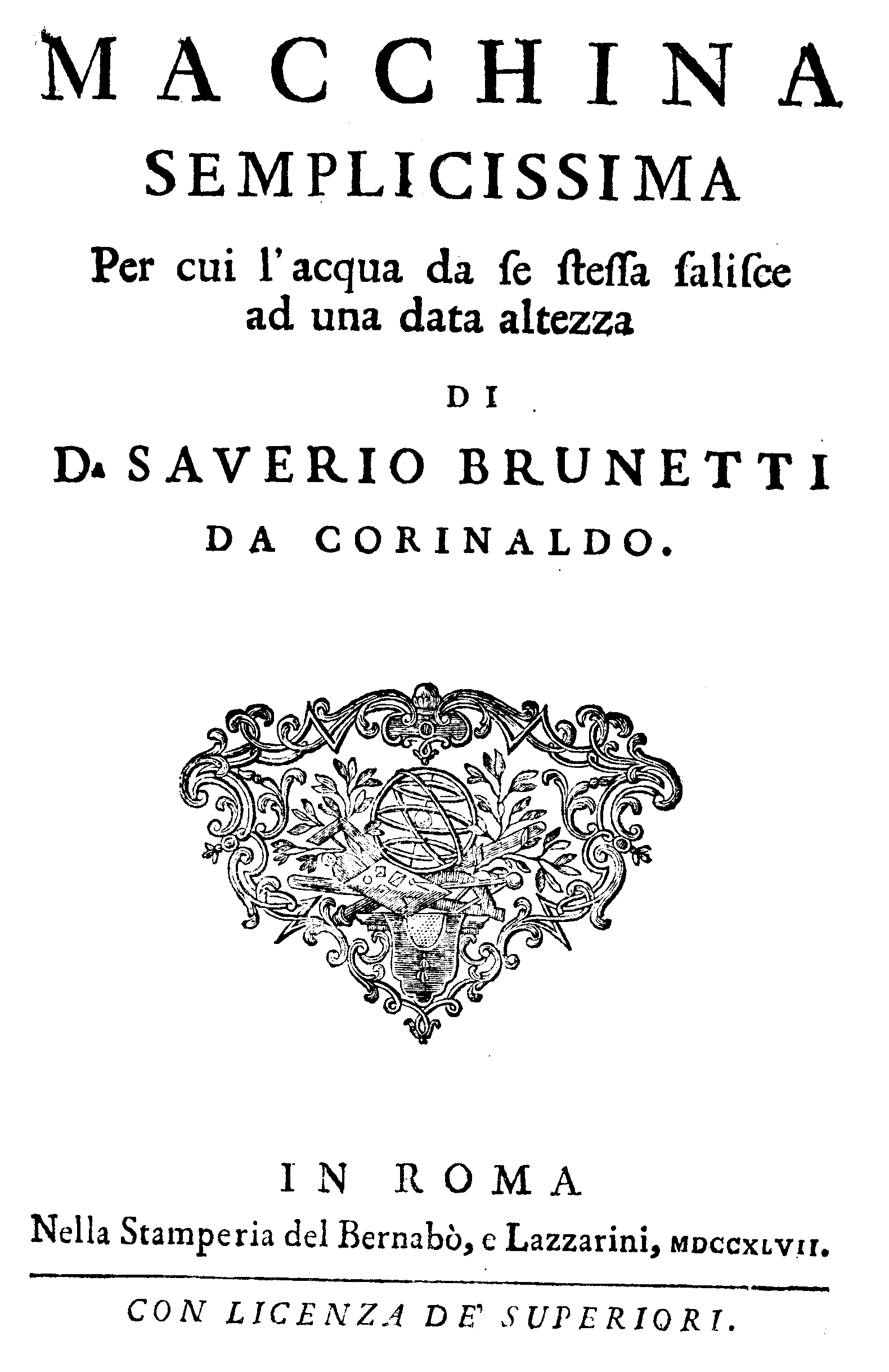
Macchina semplicissima, 1747

Nato a Corinaldo (secondo altre fonti Montecarotto) nella Marca Anconitana nel 1693, era fratello di Francesco Felice Brunetti, a sua volta ecclesiastico. Fin dalla giovinezza si dedicò agli studi delle scienze matematiche e filosofiche. Trasferitosi a Roma nel gennaio del 1711, proseguì negli studi scientifici e iniziò a insegnare privatamente a varie personalità romane della nobiltà e del clero, tra cui il cardinale Mattei.
Rivestì la carica di Cappellano di Sua Santità dei papi Clemente XII, Benedetto XIV e Clemente XIII.
Era socio dell'Accademia dell'Arcadia di Roma col nome arcadico di Melanzio Trifiliano.

## Opere
- Dell'aritmetica comune e speciosa, Roma, Rocco Bernabò, 1731.
- Aritmetica binomica, e diadica. In cui tutte le operazioni si fanno colle sole figure Uno, e Zero, Roma, Giovanni Battista Bernabò & Giuseppe Lazzarini, 1746.
- Macchina semplicissima. Per cui l'acqua da se stessa salisce ad una data altezza, Roma, Giovanni Battista Bernabò & Giuseppe Lazzarini, 1747.
- Giuochi delle minchiate, ombre scacchi, ed altri d'ingegno, Roma, Giovanni Battista Bernabò & Giuseppe Lazzarini, 1747.
- Trattenimenti scientifici su la sfera, Roma, Giovanni Battista Bernabò & Giuseppe Lazzarini, 1754.
- Trattenimenti scientifici su l'idrografia, nautica, blasone, statica, meccanica, architettura, pirotecnia, e suono, Roma, Giovanni Battista Bernabò & Giuseppe Lazzarini, 1755.